# Драга Спасић
Драга Спасић, (рођ. Стефановић; Ваљево, 11. фебруар 1876 — Београд, 29. јул 1938) била је српска позоришна глумица и оперска певачица, једна од најобдаренијих и најомиљенијих личности у историји српског музичког позоришта.

## Почеци
У Ваљеву је завршила основну школу и четири разреда гимназије, а у Београду учитељску школу. Две године је радила као учитељица да би 1896. дебитовала у Народном позоришту у Београду. Тамо је радила до 1897. када прелази Српско народно позориште у Новом Саду.

## Усавршавање
Соло певање је завршила у Бечу код професора Филипа Форстена. По повратку у Нови Сад је стекла славу као једна од најбољих и најомиљенијих глумица и оперских певачица у Војводини. За Српско народно позориште је радила до 1908. године, након чега поново одлази у Београд у своју прву позоришну кућу. У Народном позоришту је била активна до 1925. године, а ради професионалног усавршавања, поново је краће време боравила и у Паризу.

## Први светски рат
Током првог светског рата, добровољно се ангажовала као болничарка у Окружној болници у Нишу, а тамо је повремено и приређивала концерте рањеницима.

## Два позоришта
Након завршетка рата, Драга Спасић се поново враћа у Београд и у Народном позоришту ради до 1925. године. Током тог периода често гостује у Српском народном позоришту и на тај начин остаје верна обема својим позоришним кућама.

## Савршена улога, спрам ње и награда
Драга Спасић се истакла у оперетама и комадима с певањем. Нарочито је пленила својим извођењем насловне улоге Коштане Борисава Станковића. Та улога је крунисала њену двадесетпетогодишњу каријеру, а о квалитету тог извођења сведочи и признање које је добила. Наиме, указујући јој посебну част, сам писац драме, Бора Станковић, јој уручује ловоров венац.

## Гостовања
Свој неисцрпни репертоар народних песама пронела је кроз Америку (1924), где је била гост српских исељеника.
Такође је са великим успехом, гостовала и у Бугарској.

## Високи квалитети у опери и драми
Својим динамичним темпераментом, осећајношћу, даром за глуму, сигурном певачком техником и лепом појавом, Драга Спасић је умногоме допринела утемељењу српске музичке културе. У листу Позориште, 1901. године (када је Драга Спасић имала свега 25 година), Јован Грчић о њој пише следеће: „Сад је већ јасно -  има прекрасан глас, чист и јасан, милу појаву, разумну интелигенцију”.
Била је примадона београдске Опере. За свој рад је одликована и орденима Светог Саве и Југословенске круне IV реда.

## Одјеци
Новосадска средина у којој је релативно кратко боравила, прихватила ју је као једну од најзначајнијих личности градске културне баштине. О томе сведочи улица названа њеним именом и биста постављена испред споредног улаза у СНП, рад Радмиле Граовац (1981).

## Најзначајније улоге
У табели су пописане најзначајније улоге.
| Жанр                   | Улога           | Комад                | Аутор                                   |
| ---------------------- | --------------- | -------------------- | --------------------------------------- |
| У комадима са певањем: | Ката            | РИЂОКОСА             | Шандор Лукачи                           |
|                        | Јелка Чизмићева | СЕОСКА ЛОЛА          | Еде Тот                                 |
|                        | Ружа            | ДЕВОЈАЧКА КЛЕТВА     | Љубомир Петровић Љубинко; Даворин Јенко |
|                        | Коштана         | КОШТАНА              | Борисав Станковић;                      |
| У оперетама:           | Розалинда       | СЛЕПИ МИШ            | Јохан Штраус                            |
|                        | Дениза          | МАМЗЕЛ НИТУШ         | Флоримон Ронже-Ерве                     |
|                        | Илонка          | АГНЕСА               |                                         |
| У операма:             | Неда            | ПАЈАЦИ               | Руђеро Леонкавало                       |
|                        | Сантуца         | КАВАЛЕРИЈА РУСТИКАНА | Пјетро Маскањи                          |
|                        | Агата           | ЧАРОБНИ СТРЕЛАЦ      | Карл Марија фон Вебер                   |
|                        | Леонора         | ТРУБАДУР             | Ђузепе Верди                            |
|                        | Агата           | ВИЛЕЊАК              | Карл Марија Вебер                       |
|                        | Мими            | БОЕМИ                | Ђакомо Пучини                           |
|                        | Лола            | ВЕРТЕР               | Жил Масне                               |
| У драмама:             | Јулија          | ПРИСНИ ПРИЈАТЕЉИ     | Викторијен Сарду                        |
|                        | Ана Демби       | КИН                  | Александар Дима Отац                    |

## Крај
Драга Спасић је дуго и тешко боловала и умрла у Београду 1938. године у својој 62. години.